# Robert Letcher

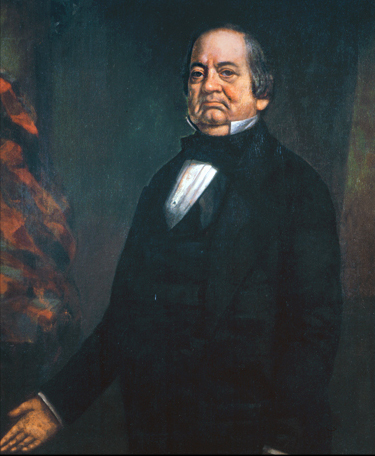
Robert Letcher

Robert Perkins Letcher (* 10. Februar 1788 im Goochland County, Virginia; † 24. Januar 1861 in Frankfort, Kentucky) war ein US-amerikanischer Politiker und Gouverneur des Bundesstaates Kentucky.

## Frühe Jahre und politischer Aufstieg
Nachdem seine Familie im Jahr 1800 in das Garrard County in Kentucky gezogen war, besuchte der junge Robert Letcher die Josuah Fry Academy. Anschließend studierte er Jura und nach seiner Zulassung als Anwalt praktizierte er in Lancaster.
Letcher begann seine politische Laufbahn im Jahr 1813, als er in das Repräsentantenhaus von Kentucky gewählt wurde. Mit einer Unterbrechung im Jahr 1816 blieb er dort bis 1817. Von 1822 bis 1835 vertrat er den fünften Wahlbezirk von Kentucky im US-Repräsentantenhaus in Washington, D.C. Nach seiner Rückkehr wurde er von 1836 bis 1838 erneut in das Parlament von Kentucky gewählt, die letzten beiden Jahre war er Präsident des Hauses (Speaker).

## Gouverneur von Kentucky
Im Jahr 1840 bewarb sich Letcher für die Whigs um das Amt des Gouverneurs von Kentucky. Er gewann die Wahl mit 58,4 % der Stimmen vor seinem demokratischen Gegenkandidaten Richard French. Seine Amtszeit begann am 2. September 1840 und endete vier Jahre später am 4. September 1844. Sein Hauptproblem war die Überwindung der Folgen der Wirtschaftskrise des Jahres 1837 und die Reduzierung der Staatsverschuldung. Durch eine drastische Ausgabenkürzung versuchte er dieses Problem unter Kontrolle zu bringen. Diese Politik führte tatsächlich zu einem bedeutenden Rückgang des Haushaltsdefizits am Ende seiner Amtszeit.
Nach dem Ausscheiden aus dem Amt des Gouverneurs war Letcher wieder als Anwalt tätig. Zwischen 1849 und 1852 war er als Nachfolger von Nathan Clifford amerikanischer Gesandter in Mexiko. Im Jahr 1852 unternahm er einen erfolglosen Versuch, nochmals in den Kongress gewählt zu werden. Er starb im Januar 1861, kurz vor Ausbruch des Bürgerkrieges.
Nach ihm ist das Letcher County in Kentucky benannt.